# Knäprotesoperation
Knäprotesoperation, även känd som knäprotesartroplastik, är ett kirurgiskt ingrepp för att ersätta de viktbärande ytorna i knäleden för att lindra smärta och funktionsnedsättning vid artros, oftast när ledsmärtan inte minskas av konservativ behandling   och även för andra knäsjukdomar som reumatoid artrit och psoriasisartrit. Hos patienter med svår deformitet från avancerad reumatoid artrit, trauma eller långvarig artros, kan operationen vara mer komplicerad och medföra högre risk. Osteoporos orsakar vanligtvis inte knäsmärta, missbildningar eller inflammation och är inte en anledning att utföra knäprotesoperation.
Andra viktiga orsaker till knäsmärta inkluderar meniskskador, broskdefekter och ligamentskador. Försvagande smärta från artros är mycket vanligare hos äldre.
Knäprotesoperation kan utföras som en partiell eller en total knäprotes. I allmänhet består operationen av att ersätta de sjuka eller skadade ledytorna i knäet med metall- och plastkomponenter som är formade för att tillåta fortsatt rörelse av knäet.
Operationen innebär vanligtvis betydande postoperativ smärta och inkluderar kraftig fysisk rehabilitering. Återhämtningsperioden kan vara 12 veckor eller längre och kan innebära användning av mobilitetshjälpmedel (t.ex. gåbord, käppar, kryckor) för att möjliggöra för patienten att återfå rörlighet.  Det uppskattas att cirka 82 % av de opererande knäproteser kommer att överleva i 25 år.

## Medicinsk användning

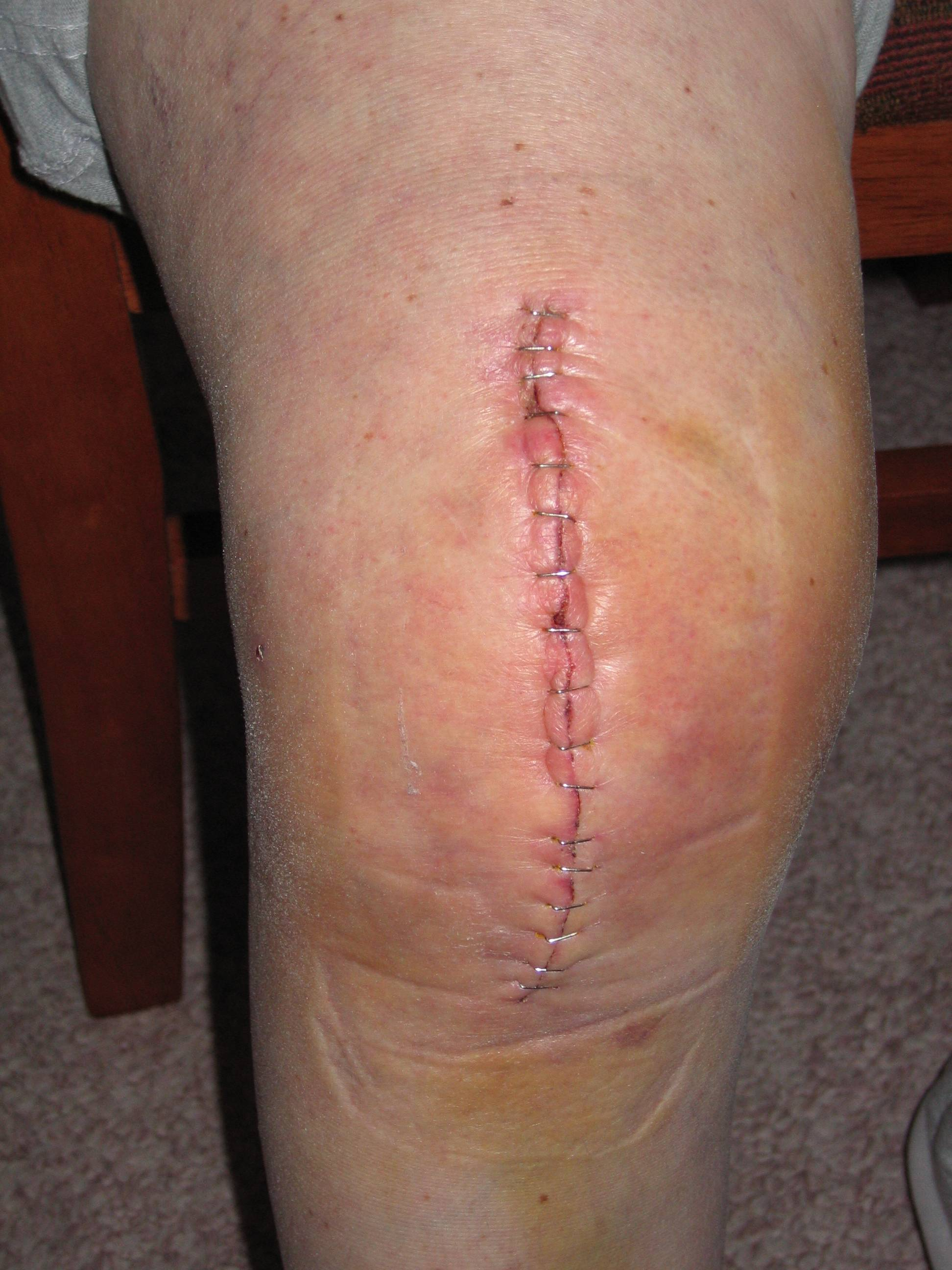
Snittet för knäprotesoperation.

Knäprotesoperation utförs oftast hos personer med avancerad artros och bör övervägas när konservativa behandlingar har uttömts.  Total knäledsplastik är också ett alternativ för att korrigera betydande knäleds- eller skelettrauma hos unga patienter.  På samma sätt kan total knäledsbyte utföras för att korrigera mild valgus- eller varusdeformitet. Allvarlig valgus- eller varusdeformitet bör korrigeras genom osteotomi. Sjukgymnastik har visat sig förbättra funktionen och kan fördröja eller förhindra behovet av knäprotes. Smärta noteras ofta när man utför fysiska aktiviteter som kräver ett brett rörelseområde i knäleden och belastning av leden. 

## Preoperativ förberedelse
|  | Vinklar som vanligtvis mäts före knäprotesoperation: - Höft-knä-skaftvinkel (HKS) - Höft-knä-ankelvinkel (HKA) |

För att indikera knäledsprotes vid artros bör både dess radiografiska klassificering och symtomens svårighetsgrad vara betydande. Sådan radiografi bör bestå av belastade röntgenbilder av båda knäna: AP, lateral och 30 graders böjning. AP och laterala vyer kanske inte visar ledutrymmets förträngning, men 30-graders flexionsvyn är mest känslig för förträngning. Helbenlängdsprojektioner används också för att anpassa protesen för att ge en neutral vinkel för den distala nedre extremiteten. Två vinklar som används för detta ändamål är:
- Höft-knä-skaftvinkel (HKS),[4] en vinkel som bildas mellan en linje genom lårbensskaftets längdaxel och dess mekaniska axel, som är en linje från mitten av lårbenshuvudet till den interkondylära fåran i den distala delen av lårbenet.[6]
- Höft-knä-fotledsvinkel (HKA),[5] som är en vinkel mellan lårbenets mekaniska axel och mitten av fotleden.[6]  Det är normalt mellan 1,0° och 1,5° varus hos vuxna.[7]

Patienten ska utföra rörlighetssövningar och höft-, knä- och fotledsförstärkning enligt instruktionerna dagligen. Övningar som inkluderar förstärkning av höftböjare, höftabduktorer och knäböjare hjälper till att återhämta sig snabbare efter operationen.  Innan operationen utförs, görs preoperativa tester: vanligtvis ett fullständigt blodstatus, elektrolyter, APTT och PT för att mäta blodpropp, lungröntgen, EKG och korsmatchning av blod för eventuell transfusion. Ungefär en månad före operationen kan patienten ordineras extra järn för att öka hemoglobinet i blodsystemet. Specifika röntgenbilder av det drabbade knäet behövs för att mäta storleken på komponenter som kommer att behövas. Mediciner som warfarin och acetylsalicylsyra kommer att stoppas några dagar före operationen för att minska risk för blödningar. En narkosbedömning sker 2-3 veckor preopertivt. Patienter kan läggas in på sjukhus vid operationsdygnet.  För närvarande finns det otillräckligt kvalitetsbevis för att stödja användningen av preoperativ sjukgymnastik hos äldre vuxna som genomgår total knäprotesplastik.
Preoperativ utbildning är idag en viktig del av patientvården. Det finns vissa bevis för att det kan minska ångesten något innan knäbytesoperation, med låg risk för skadliga effekter.
Remisser till ortopeden för bedömning inför eventuell knäprotesoperation blockeras ofta om en person är överviktig eftersom man tror att de kan ha mindre nytta av operation. Men knäproteser har visat sig minska smärta och förbättra funktionen, oavsett människors vikt. Efter 10 år behövde de flesta inte upprepade operationer.  Dessutom verkar viktminskningsoperation före en knäprotes inte förändra resultatet.

## Metod
Operationen innebär exponering av den främre delen av knät, med att en del av quadricepsmuskeln ( vastus medialis ) lossnar från knäskålen. Knäskålen förskjuts till ena sidan av leden, vilket tillåter exponering av den distala änden av lårbenet och den proximala änden av skenbenet. Ändarna av dessa ben skärs sedan exakt till formen, med hjälp av sågblock orienterade mot benens längdsaxel. Brosket och främre korsbandet tas bort; det bakre korsbandet kan undder vissa tillfällen avlägsnas men den mediala och laterala kollaterala ligamenten bevaras.  Huruvida det bakre korsbandet tas bort eller bevaras beror på vilken typ av implantat som används, även om det inte verkar finnas någon tydlig skillnad i knäfunktion eller rörelseomfång som gynnar båda tillvägagångssätten. Metallkomponenter slås sedan på benet eller fixeras med polymetylmetakrylat (PMMA) cement. Det finns alternativa tekniker som fäster implantatet utan cement. Dessa cementfria tekniker kan involvera osseointegration, inklusive porösa metallproteser. Slutligen kontrolleras stabilitet och rörelseomfång, följt av spolning, hemostas, ev placering av drän och stängning.

### Lårbensersättning
Ett implantat med runda ändar används för lårbenet, som efterliknar ledens naturliga form. På skenbenet är komponenten platt, även om den ibland har en skaft som går ner inuti benet för ytterligare stabilitet. En tillplattad eller lätt skuren högdensitetspolyeteylenyta sätts sedan in på tibialkomponenten så att vikten överförs från metall till plast, inte metall till metall. Under operationen måste eventuella felställningar korrigeras och ligamenten balanseras så att knät har ett bra rörelseomfång och är stabilt och i linje. I vissa fall tas även den artikulära ytan av knäskålen bort och ersätts av en polyetylenknapp cementerad till den bakre ytan av knäskålen. I andra fall ersätts knäskålen oförändrad. 

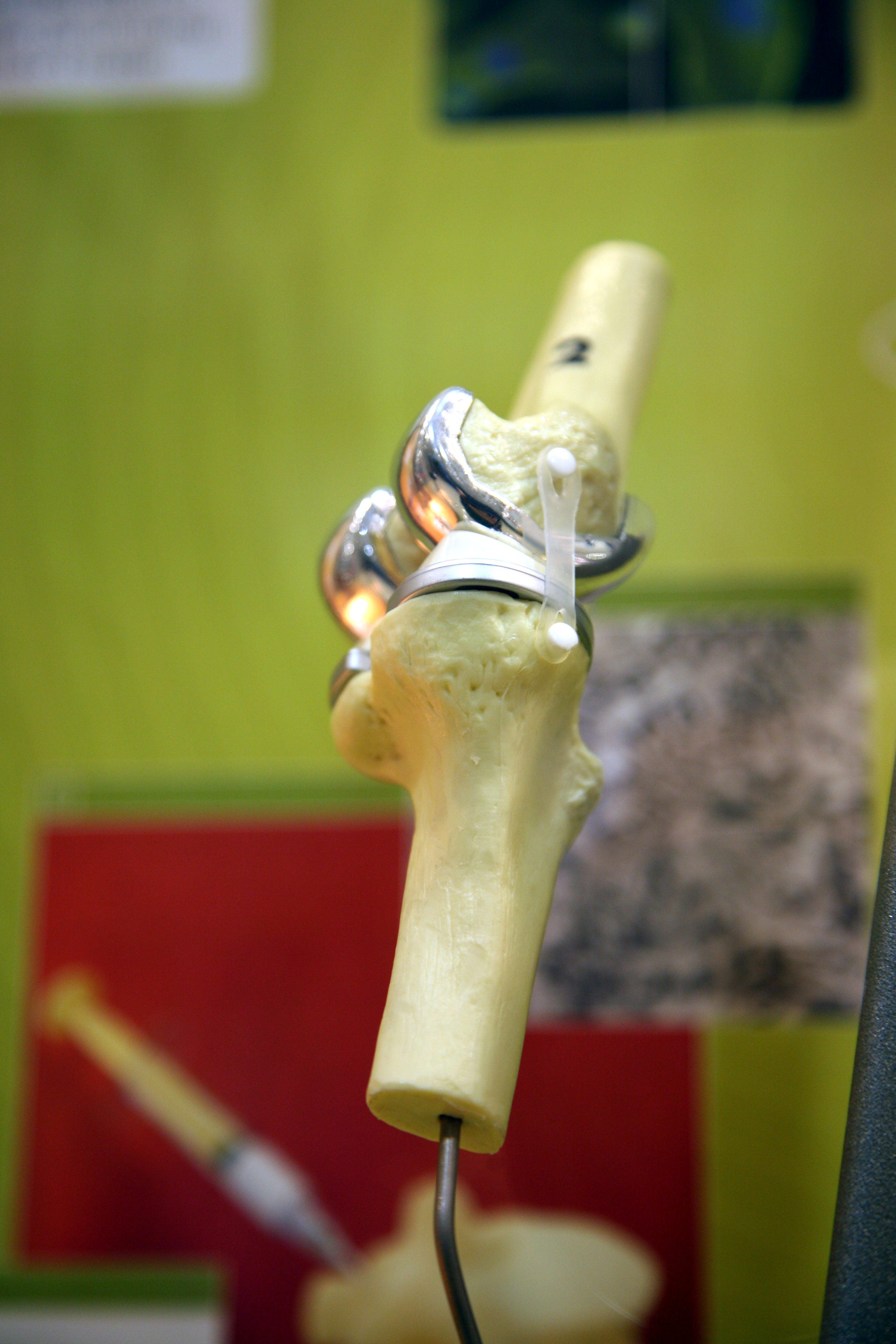
Modell av total knäprotes

### Teknologi
Under de senaste åren har det skett en ökning av teknisk hjälp med implantation av totala knäproteser. Traditionellt utfördes knäbyten med hjälp av mekaniska jiggar, inte olikt de som används inom snickeri. Dessa mekaniska jiggar är beroende av syn och mänskligt omdöme. Genom att använda datorhjälp för att ge navigering ger navigerade knäproteser hjälp med mer exakt placering av inplanterade delar baserat på mekanisk axel. Även om dessa implantat placeras mer exakt, har det inte skett någon större förbättring av långsiktiga resultat.  På samma sätt ger sensorbaserad vägledning korrekt återkoppling för att visa mjukvävnadsspänning för att hjälpa till vid införandet av knäproteser.  Robotassisterade knäproteser tar hänsyn till både mekanisk axel- och mjukdelsbalansering för att hjälpa kirurgen att placera en knäprotes. Kortsiktiga resultat av robotassisterade knäproteser är lovande.

### Postoperativ smärtbehandling
Lokal analgesiteknikerna (neuraxiell anestesi eller kontinuerligt femoralt nervblock ad eller adduktorkanalblockad) används oftast.  Lokalbedövningsinfiltration i det perikapsulära området med bupivakain ger god analgesi under den postoperativa perioden utan att öka risken för instabilitet eller nervskada.  En kombinerad metod av lokal infiltrationsanalgesi och femoral nervblockad för att uppnå multimodal analgesi är vanligt. 

### Modifierad intervastus-metod
Introducerad 2018 kan en modifierad intervastus-metod till det främre knäet användas för total knäprotesplastik.  Förfarandet är avsett att bevara quadricepssenan och vastus medialis.
Aktuella studier tyder på att om en blodtrycksmanschett används vid knäproteskirurgi, ökar det troligen risken för allvarliga biverkningar och postoperativ smärta.  Bevisen visade inte någon tydlig fördel på patientens funktion, behandlingsframgång eller livskvalitet. 

## Kontroverser

### Cementerad eller cementfri
Den femorala, tibiala och patellära komponenterna i en total knäprotes fixeras till benet genom att använda antingen cementerade eller cementfria knäprotesimplantat. Cementerad fixering utförs på de allra flesta totala knäproteser. Olika studie tyder dock på att det kan finnas smärtlindring. Det finns farhågor angående skenbenslossning efter implantation, vilket förbjuder utbredd användning av cementfria knäledsproteser för närvarande.

### Denervering av patella
Det finns debatt om att denervera knäskålen. Främre knäsmärta tros vara relaterad till kopplingen mellan knäskålen och lårbenskomponenten. Vissa kirurger tror att genom att använda elektrokauteri för att denervera knäskålen, minskar risken för främre knäsmärta postoperativt.

### Patella protes (patellaknapp)
Många kirurger i USA utför patella resurfacing (patella knappar) rutinmässigt, medan många kirurger i Asien och Europa inte gör det. Patella resurfacing utförs genom att brosket avlägsnas från ytan av knäskålen och ersätts med polyetylene knapp. Kirurger som inte rutinmässigt återuppbygger patella tror inte att det är ett betydande bidrag till smärta, när det inte finns några tecken på artrit i patellofemoralleden. Vissa kirurger tror att det inte är kostnadseffektivt rutinmässigt att byta knäskålen och att rutinmässig operera en patellaprotes kan leda till ökade komplikationer som patellafraktur.  Andra kirurger är oroliga för att patienter med en patella som inte har ersätts med en protes kan ha ökad smärta postoperativt. En metaanalys som utvärderade utfallen efter patellaresurfacing fann att rutinmässig resurfacing mer tillförlitligt lindrar patientens smärta.

### Tibia polyetylen komponent
Polyetylen är plastkomponenten som sätts in mellan femurs- och tibiakomponenten. Det finns flera olika typer av polyetenkomponenter som har publicerats, inklusive posteriort stabiliserande (PS), cruciate retaining (CR), bicruciate retaining (BCR), medialt kongruent (MC) och mobila plast inserter. 

### Ligament som bibehålles eller offras
Det bakre korsbandet (PCL) är viktigt för stabiliteten i knät genom att förhindra bakre subluxation av skenbenet, öka flexion och hävarm av extensormekanismen genom att inducera lårbensrullning vid flexion, och därmed minimera polyetylennötning genom att minska spänning applicerad på ledytan.  PS-implantatet använder en stolpe som är inbyggd i implantatet för att klara förlusten av PCL. Förespråkare för att behålla PCL rekommenderar att det är svårt att balansera ett CR-knä och onaturliga fysiologiska belastningar kan öka slitaget av polyetylen.  Flera studier har visat minimal eller ingen skillnad mellan de två designerna.

#### Medial kongruent polyetylen och ligamentbesparande
MC knäproteser försöker efterlikna en mer naturlig knärörelse genom att minska rörelsen på den mediala delen av knät och tillåta ökad rörelse på den laterala sidan av leden. Detta efterliknar den externa rotationen och abduktionen av skenbenet som ses under normal gång. Medan flera studier har visat förbättrade gångprofiler, behövs långtidsstudier för att visa förbättrade resultat. Å andra siddan, behåller BCR-knä de främre och bakre korsbanden för att försöka efterlikna den normala spänningen i knäts ligament. Oro över ökad revisionsfrekvens har lett till att vissa konstruktioner har tagits bort från marknaden.